# クライスラー・700C
クライスラー・700C (Chrysler 700C) は2012年に発表されたクライスラーのコンセプトカーである。

## 概要
700Cは2012年のデトロイトモーターショーで発表された。タウン&カントリーに代わるモデルとしてデザインされ、デザインに対する聴衆からの意見をもらうことが目的だった。前席と後席のウィンドウが分かれたデザインとなっており、イタルデザイン・コロンブスを思い起こさせるデザインとなっている。
2017年には700Cのデザインを受け継ぎ、タウン&カントリーの後継となるパシフィカが発表された。

## 参照
1. ↑  https://response.jp/article/2012/01/11/168180.html
2. ↑  https://www.cars.com/articles/chrysler-700c-photo-gallery-1420663136188/
3. ↑  https://www.motorauthority.com/news/1071550_chrysler-700c-concept-debuts-at-2012-detroit-auto-show
4. ↑  https://www.caranddriver.com/news/a18734653/chrysler-700c-minivan-concept-quietly-appears-on-detroit-show-floor/
5. ↑  https://www.asahi.com/car/gallery/120113detroit/detroit07.html
6. ↑  https://www.webcg.net/articles/gallery/37806